# 颱風杜鵑 (2015年)
颱風杜鵑 （英語：Typhoon Dujuan，國際編號：1521，聯合颱風警報中心：WP212015，菲律賓大氣地球物理和天文服務管理局：Jenny）是2015年太平洋颱風季第19個被命名的風暴。「杜鵑」由中國所提供，指杜鵑花。此名稱為第3次使用，對上兩次使用分別是在2003年和2009年，當中2003年颱風杜鵑曾肆虐華南並造成嚴重破壞。
杜鵑形成初期的發展非常遲緩，結構惡劣之餘更一度出現高低層分離的現象，但杜鵑在徘徊西北太平洋的同時重整環流，之後逐步發展成一個成熟的颱風，更是年內第10個達到香港天文台之超強颱風分級、第4個達到日本氣象廳颱風分級之「猛烈的」程度的熱帶氣旋。而杜鵑形成後不久，各個官方氣象部門均預測杜鵑轉向北上，移至日本以南海域，詎料不消多久各大電腦數值預報模式的預測便告翻盤，最終杜鵑以西北至西北偏西的移動路線直撲臺灣及中國東南部，並成為繼2008年颱風薔薇後，首個以臺灣中央氣象局之強烈颱風等級登陸臺灣的風暴。杜鵑橫掃臺灣及福建的路徑與同年8月的颱風蘇迪羅非常接近，但減弱速度卻遠超預期，中國國家氣象中心在杜鵑登陸福建後3小時內便把杜鵑連降兩級。

## 發展過程

### 初期發展遲緩
一個低壓區於2015年9月15日在關島東北面的西北太平洋上空生成，美國海軍研究實驗室在早上8時給予熱帶擾動編號97W，但受到強烈垂直风切变影響，該低壓區發展遲緩，螺旋性差劣、結構雜亂無章，只能依賴溫度超過攝氏30度的海水勉強組織。聯合颱風警報中心在17日凌晨5時才對其在24小時內形成為熱帶氣旋的機會給予評級「低」，直至19日下午3時把上述評級提升至「中」。隨著高空輻散加強，該系統的結構雖仍紊亂，但螺旋性漸變明顯，聯合颱風警報中心在20日凌晨2時把上述評級上調至「高」，並同時發出熱帶氣旋形成警報。日本氣象廳以及臺灣中央氣象局在早上8時率先將該低壓區升格為熱帶低氣壓，但聯合颱風警報中心直至翌日（21日）凌晨5時才作出此項升格，並給予編號21W。

### 高低層分裂

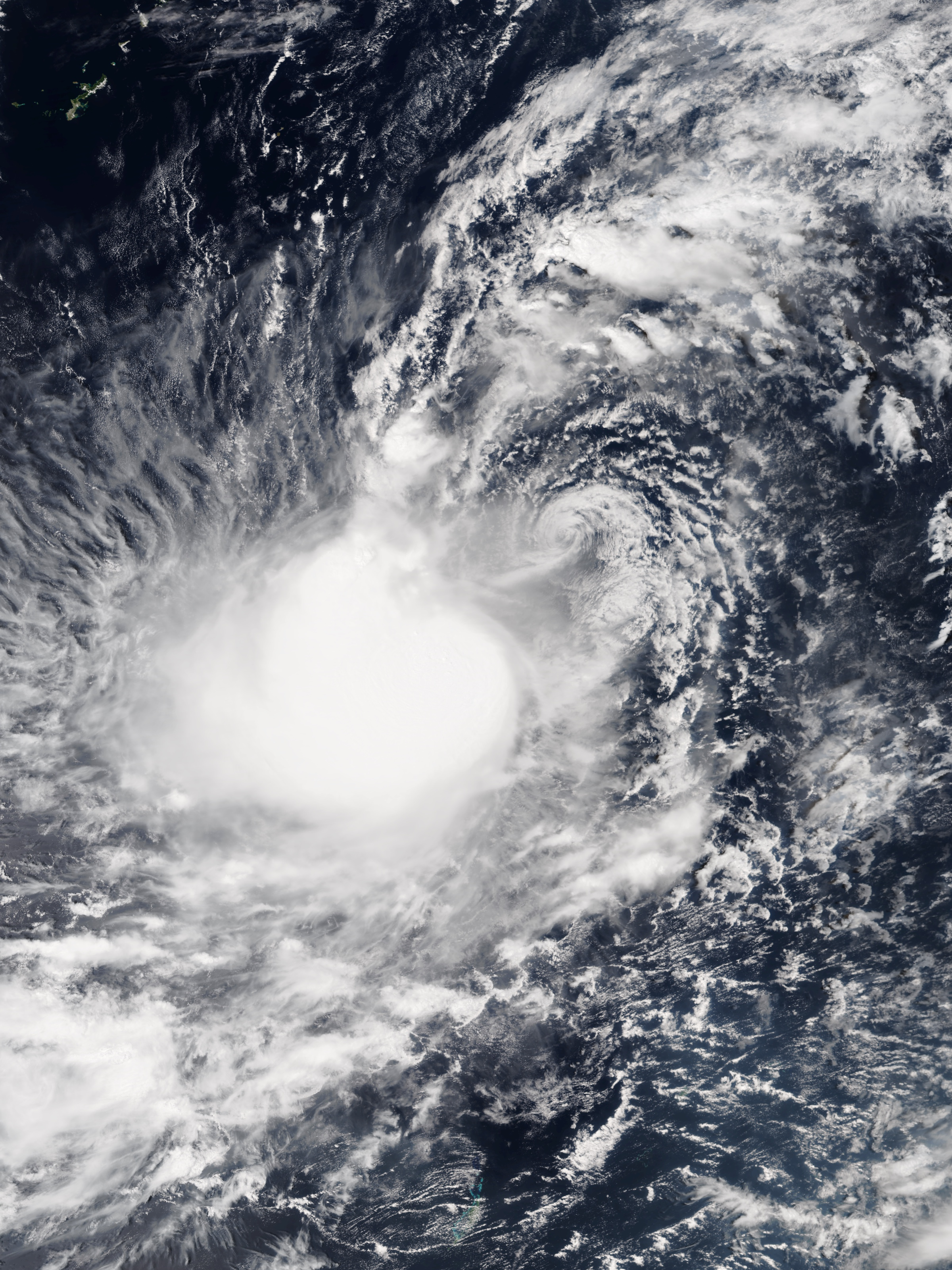
杜鵑在9月23日組織相當散亂，低層環流中心暴露，深層對流向西切離，構成高低層分離的現象。

該系統形成一個徹底暴露的低層環流中心，組織持續混亂，對流集中在系統西面；同時系統在副熱帶高壓脊引導下，以時速22至25公里向西或西北偏西移動。日本氣象廳在21日晚上8時對該系統發出烈風警報，但直至23日凌晨3時才正式將該熱帶低氣壓升格為熱帶風暴，並命名為杜鵑，給予國際編號1521。由於系統已獲命名，臺灣中央氣象局隨即將杜鵑升格為輕度颱風，香港天文台也緊接在凌晨3時45分表示「位於西北太平洋的低壓區已增強為熱帶低氣壓，並命名為杜鵑」；而聯合颱風警報中心則在上午11時把杜鵑升格為熱帶風暴。
雖然杜鵑在上午以時速16公里穩定西進，但是各部門均預測杜鵑在隨後數日內將會逐漸轉向北移，與琉球群島保持一段距離，原因是副熱帶高壓脊將會受一道西風槽打擊而出現弱點，使杜鵑由此空隙北上。當日下午杜鵑仍然暴露的低層環流中心改向西北移動，但與此同時杜鵑的深層對流則繼續西移，和低層環流中心徹底分離，這反映出垂直風切變仍然強烈，使杜鵑無法整合組織；而聯合颱風警報中心在下午5時的報告中特別指出，杜鵑的環流內出現多個渦旋。由於杜鵑的系統高低層分裂情況嚴重，香港天文台延至當晚9時45分才將杜鵑升格為熱帶風暴，明顯比其餘官方氣象部門滯後。該部門及日本氣象廳對杜鵑的定位亦更改為貼近杜鵑深層對流的東北角，即在已分離的低層環流中心之西南面（亦因而顯得杜鵑出現西南偏西甚或不規則路徑），這顯示上述的渦旋有所增強，並取代於入夜後逐漸消散的舊中心；然而各部門對杜鵑的定位差異接近100公里，由此可見究竟是哪一個渦旋加強成為新中心，各部門的評估有嚴重分歧。

### 預報翻盤
正當各部門一致預期杜鵑轉向之際，各大電腦數值預報模式對杜鵑的路徑預測卻出現劇變，尤以歐洲中期天氣預報中心的變化最大，由於上述西風槽的強度遠遜預期，使副熱帶高壓脊出現的弱點不足以讓杜鵑突破及北上，該中心將杜鵑的預測路徑，由原先完全不會威脅琉球群島和臺灣，突然大幅改動至登陸北臺灣一帶。這使得各官方氣象部門對杜鵑的預測路徑都向西調整，在23日晚上開始預料杜鵑大致向西北推進，穿過沖繩島與宮古島之間的海域，與先前的轉向路線大相逕庭；中國國家氣象中心預計杜鵑之後會恢復向偏西移動，直撲臺灣東北部海域，聯合颱風警報中心在翌晨（24日）都作出此預測，之後香港天文台更預計杜鵑將橫過臺灣北部，與歐洲中期預報中心的預測大致相同。

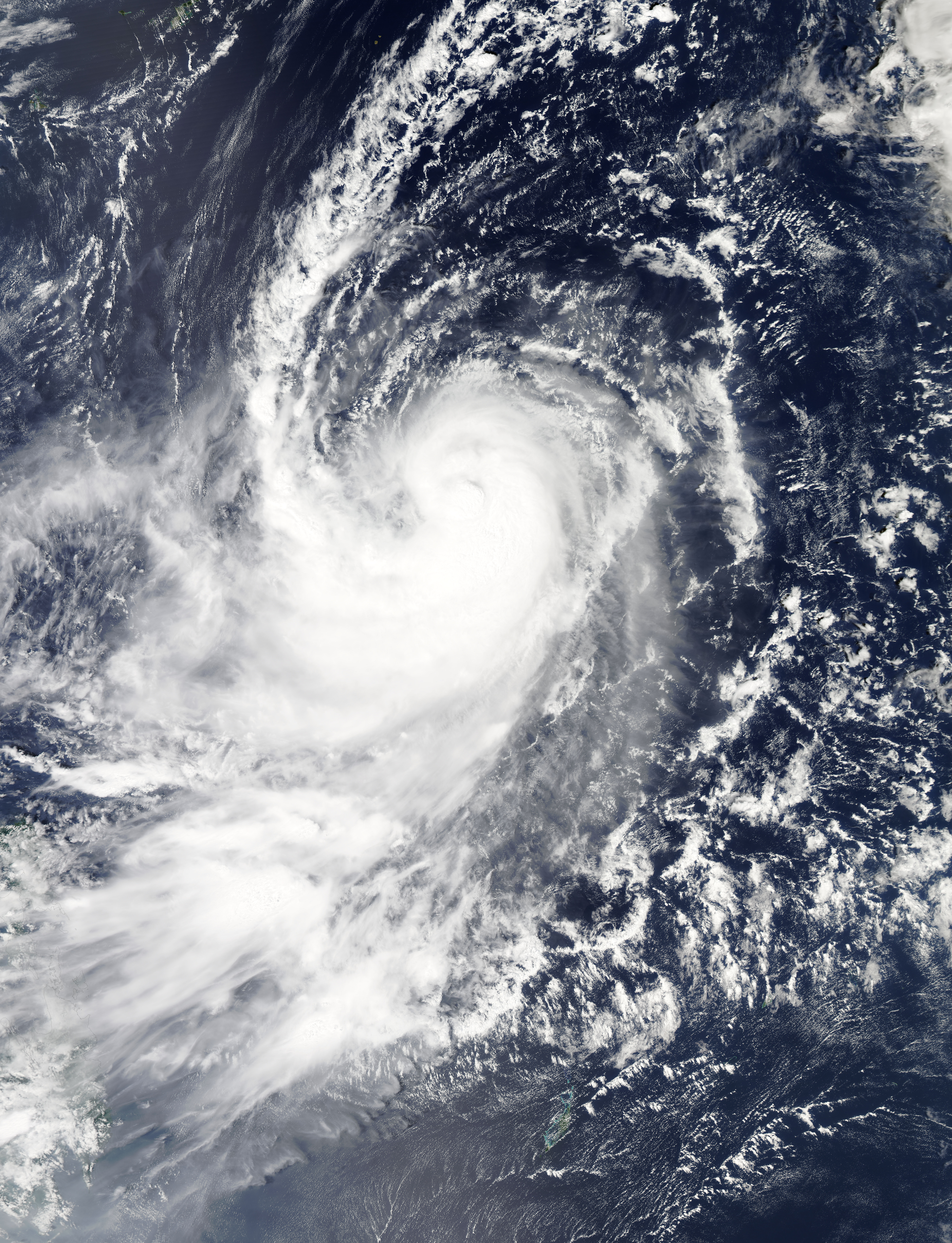
環流重整後，杜鵑在9月24日的組織大幅改善，修復外露的低層環流中心，並形成中心密集雲團。

經過前一夜的環流重整後，杜鵑的新中心在24日早上仍然局部外露；不過西北太平洋上的垂直風切變減弱，加上海水仍然炎熱，供應龐大能量，使杜鵑顯著改善其鬆散組織，未能成為新中心的渦旋全部消失，與深層對流相關的雲帶開始包裹新中心，原先缺乏對流的東北、東南象限迅速獲填補，使系統結構變得對稱，雲帶很快便組成中心密集雲團，更已有跡象發展出「雲捲風眼」，是強度進一步上升的先兆。日本氣象廳在當日下午2時45分首先把杜鵑升格為強烈熱帶風暴，中國國家氣象中心和香港天文台分別於下午5時35分及晚上9時45分跟隨升格。西風槽強度雖不如預期，但當日杜鵑只是緩慢西移，甚至原地打轉，原因是南海上空受反氣旋支配，與西風槽及副熱帶高壓脊形成鞍形氣壓場，引導氣流開始轉弱，使杜鵑減速至近乎停滯不前。各電腦數值預報模式對杜鵑的動向持續有極大落差，根據歐洲中期預報中心的集合預報，杜鵑直趨臺灣和中國福建、浙江乃主流，且預測路徑遍及整個臺灣本島，而非只集中在臺灣北部；其次則是轉向逼近琉球群島，另外有少數預報是研判杜鵑會持續西行，取道呂宋海峽移入南海北部，並吹襲廣東省沿岸。

### 邁向巔峰
9月25日凌晨，杜鵑一度捲入乾空氣，使對流雲系短暫衰減，但杜鵑的強度未受影響，系統流出持續改善至呈放射狀，螺旋雲帶緊緊包圍中心，更打開一個直徑約30公里的風眼，只是眼壁較粗糙。聯合颱風警報中心在上午10時率先把杜鵑升格為颱風，日本氣象廳、中國國家氣象中心和香港天文台亦相繼在下午2時50分、5時正及6時45分作出此項升格，臺灣中央氣象局也在晚上8時將杜鵑升格為中度颱風。仍然陷入鞍形場內的杜鵑由自身內力帶動，在早上初段曾經緩緩北移，後於日間開始採取偏西北路徑，時速約12至14公里。由於副熱帶高壓脊的弱點尚未修復，官方氣象部門的預報繼續有落差，雖然都集中至臺灣附近一帶，但是對於會否橫過臺灣，還是在臺灣北面海域掠過，各部門的分歧仍存在。
26日杜鵑再次捲入乾空氣，使其西面眼壁曾經有跡象崩塌，但杜鵑的風眼繼續在衛星雲圖清晰可見，強度持續穩步上揚，中國國家氣象中心和香港天文台先後在下午2時25分及4時正把杜鵑升格為強颱風，更分別在翌日（27日）凌晨5時半及上午9時45分把杜鵑再升格為超強颱風。在26日晚間至27日，副熱帶高壓脊增強和向西伸展，修補先前的弱點，驅使杜鵑改向西北偏西移動，並加速至每小時18至20公里，而杜鵑的眼壁亦漸變平滑和渾圓，是杜鵑進一步加強的證明，臺灣中央氣象局因而在當日下午5時半將杜鵑升格為強烈颱風；此外杜鵑的風眼不斷擴大，直徑倍增至近80公里。當晚杜鵑停止增強，因為杜鵑已經到達其身處環境所容許的最大潛在強度；而副熱帶高壓脊的西伸使預報的變數減少，各氣象部門的預測漸趨一致，均研判杜鵑將橫掃臺灣，惟一分別只在於登陸點究竟是宜蘭縣抑或花蓮縣。9月28日上午，杜鵑移速增至每小時25公里，並開始受到臺灣地形影響，同時海水潛熱供應減少；可是杜鵑未有即時轉趨減弱，其對流仍非常旺盛，巨型風眼直至登陸臺灣前一刻才變為「雲塞風眼」，而杜鵑的眼壁掃過與那國島時，當地更錄得每秒53.6米（每小時193公里）之10分鐘平均風速，此項實測數據促使日本氣象廳把杜鵑的接近中心最高持續風速再上調至每秒55米（110節，每小時205公里），達到該部門颱風級別之「猛烈的」程度。

### 穿臺閩疾速減弱
28日中午過後，杜鵑突然進一步加速至時速28至30公里，臺灣中央氣象局表示杜鵑已於下午5時40分在臺灣宜蘭縣南澳鄉登陸，而中國國家氣象中心則表示杜鵑在10分鐘後（下午5時50分）才登陸宜蘭，之後被中央山脈破壞結構而出現環流重整，原有中心改向南移並消散，一個新中心在舊有中心西南面的南投縣建立並西移，乃「分裂過山」現象。杜鵑的巨大風眼旋即被填塞，紮實的眼壁也快速崩解，這標誌著杜鵑強度明顯下降，巔峰時期至此結束。中國國家氣象中心在下午5時10分把杜鵑降格為強颱風，香港天文台在當晚9時半跟隨降格，臺灣中央氣象局亦在晚上11時半將杜鵑降格為中度颱風。杜鵑在9月29日凌晨1時由彰化縣芳苑鄉出海，進入臺灣海峽，並再次向西北移動，重新貼近副熱帶高壓脊，但移速回落至每小時22公里。臺灣地形對杜鵑的結構造成嚴重損壞，杜鵑迅速而顯著減弱，中國國家氣象中心在早上6時正把杜鵑降格為颱風，香港天文台亦緊隨其後，在半小時之後（早上6時半）作出此項降格。中國國家氣象中心隨後表示，杜鵑於早上8時50分在中國福建省莆田市秀屿区登陸。
由於水汽供應斷絕，同時華南又有東北季風帶來的乾空氣盤據，杜鵑大量捲入而急劇減弱，中心密集雲團不消數小時便遭瓦解。各部門間以中國國家氣象中心評估杜鵑的減弱速度最快，短短個多小時即連降兩級，先在上午10時20分把杜鵑降格為強熱帶風暴，再於上午11時25分把杜鵑進一步降格為熱帶風暴，最終在下午5時15分把杜鵑降格為熱帶低壓，當晚8時正即告停編；日本氣象廳與香港天文台亦先後在上午11時45分及下午12時半把杜鵑降格為強烈熱帶風暴，隔3小時後相繼在下午2時45分及3時半再把杜鵑降格為熱帶風暴，再分別於當晚8時50分及9時45分把杜鵑進一步降格為熱帶低氣壓。聯合颱風警報中心在上午11時對杜鵑發出最後警報，至於臺灣中央氣象局則於下午2時半把杜鵑降格為輕度颱風，晚上8時再把杜鵑降格為熱帶性低氣壓。

### 轉化及直撲日韓
登陸後杜鵑恢復西北偏西路徑，在當晚移入江西省；長時間地形摩擦與乾空氣大量入侵使杜鵑的對流雲系逐漸變薄，低層環流中心開始模糊不清，反映出杜鵑的生命史正步向終結，香港天文台在翌日（30日）凌晨3時45分把杜鵑降格為低壓區。杜鵑之後沿著副熱帶高壓脊西南側順時針轉向，採取北至西北偏北路徑，橫越江西，之後臺灣中央氣象局於下午2時把杜鵑降格為低壓區，日本氣象廳則是在當晚8時表示杜鵑已與鋒面合併。杜鵑的殘餘隨後以東北偏北路線，經過安徽及江蘇，在10月1日凌晨移出東海，並發展出鋒面，顯示杜鵑受冷空氣入侵，暖心結構被毀，轉化為溫帶氣旋。在西風帶內的強勁盛行西風帶動下，杜鵑在當日高速橫掃朝鮮半島及日本海，並在2日凌晨掠過日本北海道。杜鵑的殘餘系統之後繼續向偏東北推進，同時強度持續被削弱，於3日晚間行經堪察加半島，當時杜鵑已經只餘下淺薄的對流雲系，最終杜鵑在4日早上移入白令海之際減弱消散。

## 影響

### 臺灣
當地發布之颱風警報：海上陸上颱風警報
由於杜鵑發展成熟，且預測路徑直指臺灣，加上中秋節前後有天文大潮，將對當地構成嚴重威脅，交通部中央氣象局於9月26日表示，預計最快在翌日（27日）發布颱風警報。氣象局於9月27日早上8時30分，當杜鵑位於花蓮之東南東約620公里時，對臺灣北部、東北部、東南部海面及巴士海峽發布海上颱風警報。氣象局表示考慮在當晚發布陸上颱風警報，預計杜鵑於28日傍晚會在花蓮縣至宜蘭縣一帶登陸，提醒民眾應提高警戒，盡快完成防颱工作；並表示東半部海面已有長浪，呼籲民眾遠離岸邊。杜鵑在27日黃昏增強為強烈颱風，氣象局在下午5時30分，當杜鵑移至花蓮之東南東約500公里時，對宜蘭、花蓮、新北地區發布陸上颱風警報。隨著杜鵑逐漸逼近，氣象局在晚上8時半將陸上警戒範圍大幅擴展至臺東（含蘭嶼、綠島）、臺北、基隆、桃園、新竹、苗栗、臺中及南投地區，同時提醒沿岸及低窪地區慎防淹水、海水倒灌。
28日凌晨杜鵑加速逼近，其外圍雨帶已影響臺灣多處地區，氣象局將陸上警戒範圍擴大至全臺；杜鵑的中心密集雲團已於早上開始籠罩臺灣，其暴風圈更在上午10時觸及臺灣本島，各地風雨急劇增強，氣象局對多個地區發布大雨及豪雨特報，範圍同樣幾乎涵蓋全臺。由於杜鵑環流緊密而強度高，被氣象局形容為「小鋼砲」，且其與同年8月的蘇迪勒皆達到強烈颱風級別，更會以巔峰強度登陸，加上風暴潮疊加中秋節天文大潮可能造成的破壞，全臺對杜鵑嚴陣以待，多個縣市已陸續宣布下午、晚上甚或全日停班停課。氣象局一度將杜鵑的預計登陸時間延後至晚上9時或之後，但杜鵑最終在下午5時40分登陸宜蘭縣南澳鄉，之後出現環流重整，原有中心改向南移並消亡，新中心在南投縣建立。風眼登陸前全臺各地天氣惡劣，出現狂風豪雨以及巨浪，其中宜蘭縣蘇澳南方澳豆腐岬一度掀起6、7米高的巨浪。
9月29日凌晨1時，杜鵑自彰化縣芳苑鄉出海，進入臺灣海峽，但各地風勢仍然猛烈；直至杜鵑於早上登陸中國福建省，並急劇減弱，臺灣各地風勢終在午後漸趨緩和，氣象局先在上午11時半將陸上警戒範圍縮小至外島地區，再於下午5時半，當杜鵑位於金門之西北約200公里時，解除所有颱風警報。然而杜鵑的外圍雨帶仍持續影響臺灣各地，氣象局維持發布大雨特報，並表示各沿海地區風浪仍大，低窪地區應繼續提防海水倒灌。由於基隆市市長林右昌、臺北市市長柯文哲、新北市市長朱立倫於28日晚上8時聯合宣布早上停班停課、下午上班上課，遭受許多民眾抱怨，因而在2小時後（即當晚10時）改宣布全天停班停課、臺北股市及匯市亦均同步休市，但隔日（29日）大臺北地區普遍天氣晴朗、無風無雨，廣受各界批評，其中柯文哲表示後悔此舉：「對不起國家民族。」

#### 災情

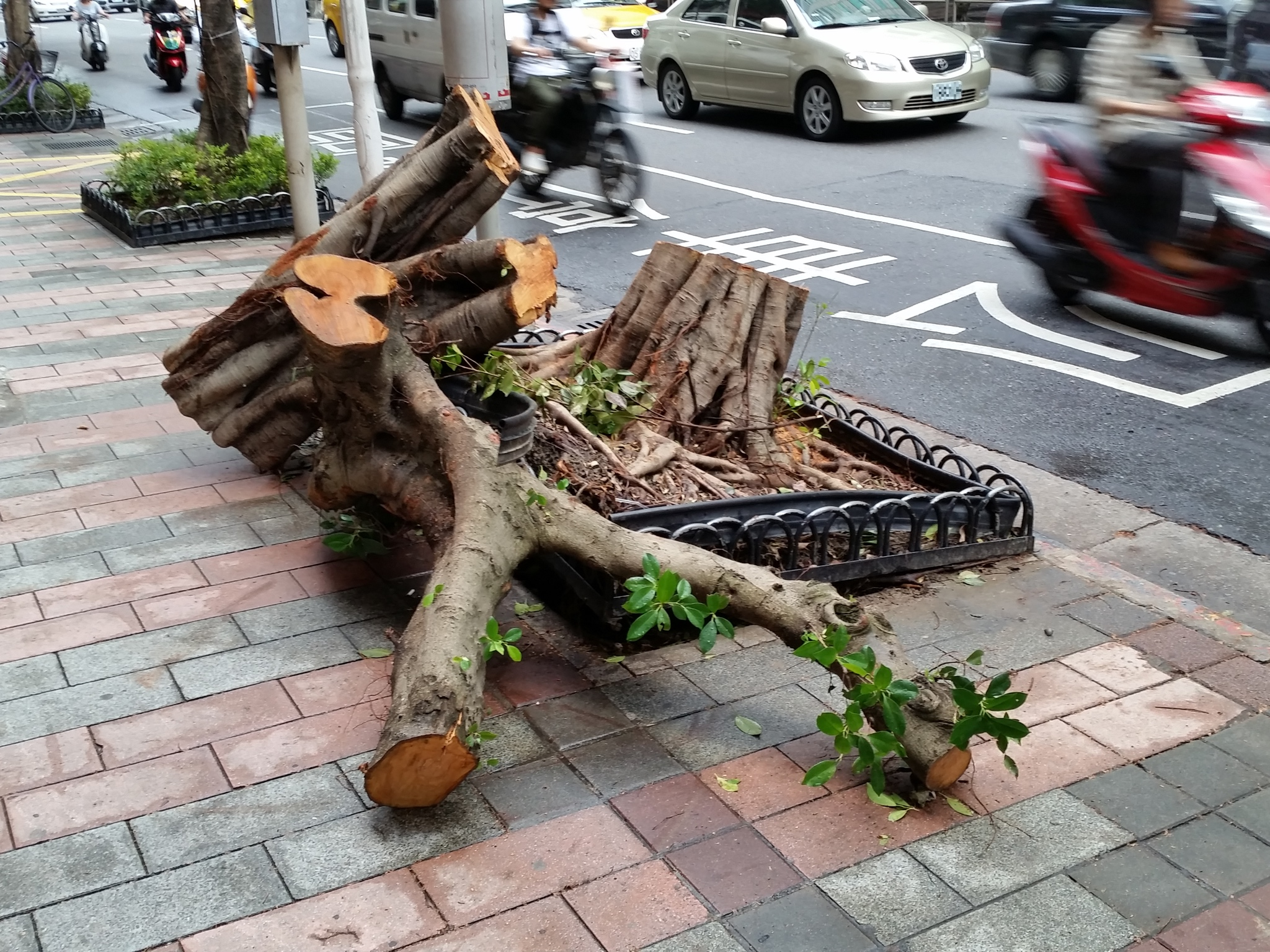
杜鵑在臺北市大安區吹斜路樹後，其樹幹遭砍斷，攝於9月30日

全臺總計超過208萬戶停電，台灣電力公司開始搶通電力；各地土石流潛勢溪流，黃色警戒多達718條（座落於13縣市43鄉鎮254村里），紅色警戒則達51條（座落於5縣市6鄉鎮19村里）；臺北市文山區、新北市汐止區、淡水區、新店區等4縣市15鄉鎮市區被列入淹水一級警戒；風暴造成3死376傷。
蘇澳氣象站測得最大陣風每秒68.4米（相當於蒲福風級之17級以上），超越先前颱風蘇迪勒之每秒66.1米，是氣象站設立34年以來第二高紀錄，僅次於1994年颱風葛拉絲之每秒68.6米，蘇澳港紅綠燈塔之其中一座碼頭的地基因此出現傾斜，除此之外，蘇花公路116.7公里處也落下40噸巨石，耗時四小時搶通完成。而位於陽明山國家公園的鞍部氣象站亦測得最大陣風每秒54.5米（相當於蒲福風級之16級），創下氣象站設立78年以來陣風紀錄新高，這使得台北101/世貿站之四號出口地磚遭強風掀起，台北101地下商場的玻璃大門亦遭吹毀，所幸未造成人員受傷，並於不久後修復完成。先前受颱風蘇迪勒重創的新北市烏來區，路面淹水嚴重，台9甲線10.2公里處發生大規模坍方，造成交通中斷，新竹縣尖石鄉司馬庫斯之唯一聯外道路也遭土石流沖毀。颱風亦導致供應臺北都會區用水的南勢溪上游雨量豐沛，但也同時出現土石崩塌的情形，再加上該處水土保持欠佳，使濁度在短短3小時內飆升至12000度，不久更於28日晚間8時達到20500度，遠高於直潭淨水場停止取水標準濁度6000度，估計共有153萬戶停水，當地民眾搶購瓶裝水。另外在10月1日，阿里山森林鐵路於58公里處未通車路段發現有二處大型災害，由於無法立即處理，造成全線通車延期。

#### 統計

##### 風力
| 氣象測站 | 持續風力                | 持續風力          | 持續風力   | 持續風力   | 陣風                      | 陣風              | 陣風       | 陣風       | 備註                                                                                   |
| 氣象測站 | 發生時間                | 風暴名稱          | 風速 (m/s) | 蒲福氏風級 | 發生時間                  | 風暴名稱          | 風速 (m/s) | 蒲福氏風級 | 備註                                                                                   |
| -------- | ----------------------- | ----------------- | ---------- | ---------- | ------------------------- | ----------------- | ---------- | ---------- | -------------------------------------------------------------------------------------- |
| 臺北     | 1962年8月               | 歐珀 (Opal)       | 33         | 12級       | 1962年8月                 | 歐珀 (Opal)       | 49.1       | 15級       |                                                                                        |
| 澎湖     | 1949年9月               | 尼利 (Nelly)      | 37         | 13級       | 1986年8月                 | 韋恩 (Wayne)      | 68         | >17級      |                                                                                        |
| 恆春     | 1953年8月               | 莉泰 (Rita)       | 36         | 12級       | 2016年9月                 | 莫蘭蒂 (Meranti)  | 52.2       | 16級       |                                                                                        |
| 臺中     | 1969年9月               | 艾爾西 (Elsie)    | 21.7       | 9級        | 1969年9月                 | 艾爾西 (Elsie)    | 39         | 13級       |                                                                                        |
| 臺南     | 1952年11月              | 貝絲 (Bess)       | 31         | 11級       | 1987年9月                 | 傑魯得 (Gerald)   | 45.6       | 14級       |                                                                                        |
| 臺東     | 1965年6月               | 黛納 (Dinah)      | 43         | 14級       | 2016年7月8日上午4時36分   | 尼伯特 (Nepartak) | 57.2       | 17級       | 自1901年建站以來最大陣風紀錄                                                           |
| 花蓮     | 2005年10月2日上午5時8分 | 龍王 (Longwang)   | 45.2       | 14級       | 2005年10月2日上午5時12分  | 龍王 (Longwang)   | 64.9       | >17級      | 自1948年有觀測紀錄以來最大持續風力及最大陣風                                           |
| 高雄     | 1962年10月              | 黛納 (Dinah)      | 35.3       | 12級       | 1977年7月24日             | 賽洛瑪 (Thelma)   | 53         | 16級       | 此測站為屬署高雄氣象站，並非代表全高雄的測站，因此高雄測站測得最大陣風仍為賽洛瑪颱風。 |
| 鞍部     | 1971年7月               | 娜定 (Nadine)     | 43         | 14級       | 2015年9月28日下午5時23分  | 杜鵑 (Dujuan)     | 54.5       | 16級       | 自1937年建站以來最大陣風紀錄                                                           |
| 竹子湖   | 1977年7月               | 薇拉 (Vera)       | 42         | 14級       | 1985年8月                 | 尼爾森 (Nelson)   | 66         | >17級      |                                                                                        |
| 阿里山   | 1952年11月              | 貝絲 (Bess)       | 27.5       | 9級        | 2006年7月25日上午0時31分  | 凱米 (Kaemi)      | 38.1       | 13級       |                                                                                        |
| 日月潭   | 1956年9月               | 黛納 (Dinah)      | 25         | 10級       | 1986年8月                 | 韋恩 (Wayne)      | 54         | 16級       |                                                                                        |
| 玉山     | 1971年7月               | 娜定 (Nadine)     | 40         | 13級       | 2006年7月25日上午1時15分  | 凱米 (Kaemi)      | 51.5       | 16級       |                                                                                        |
| 彭佳嶼   | 1966年9月               | 寇拉 (Cora)       | 62.7       | >17級      | 1966年9月                 | 寇拉 (Cora)       | 80         | >17級      |                                                                                        |
| 宜蘭     | 1962年8月               | 歐珀 (Opal)       | 50.7       | 15級       | 1962年8月                 | 歐珀 (Opal)       | 66         | >17級      |                                                                                        |
| 新竹     | 1961年9月               | 波密拉 (Pamela)   | 33.4       | 12級       | 1961年9月                 | 波密拉 (Pamela)   | 42.7       | 14級       | 1991年遷至竹北現址                                                                     |
| 大武     | 1962年10月              | 黛納 (Dinah)      | 31.3       | 11級       | 2012年8月24日上午4時19分  | 天秤 (Tembin)     | 59.1       | 17級       |                                                                                        |
| 成功     | 2000年8月22下午10時47分 | 碧利斯 (Bilis)    | 52.3       | 16級       | 2000年8月22日下午10時41分 | 碧利斯 (Bilis)    | 78.4       | >17級      |                                                                                        |
| 蘭嶼     | 1961年5月               | 貝蒂 (Betty)      | 74.7       | >17級      | 2023年10月                | 小犬 (Koinu)      | 95.2       | >17級      |                                                                                        |
| 淡水     | 1961年9月               | 波密拉 (Pamela)   | 36.7       | 12級       | 1971年7月                 | 娜定 (Nadine)     | 46.9       | 15級       |                                                                                        |
| 基隆     | 1959年8月               | 瓊安 (Joan)       | 43         | 14級       | 1971年9月                 | 貝絲 (Bess)       | 67         | >17級      |                                                                                        |
| 東吉島   | 1986年8月               | 韋恩 (Wayne)      | 49.1       | 15級       | 1987年9月                 | 傑魯得 (Gerald)   | 70         | >17級      | 1962年建站                                                                             |
| 嘉義     | 1986年8月               | 韋恩 (Wayne)      | 27.5       | 10級       | 1986年8月                 | 韋恩 (Wayne)      | 42.7       | 14級       | 1968年建站                                                                             |
| 梧棲     | 1986年9月               | 艾貝 (Abby)       | 33         | 12級       | 2016年9月27日             | 梅姬 (Megi)       | 57.2       | 17級       | 1976年建站                                                                             |
| 蘇澳     | 1994年9月               | 葛拉絲 (Gladys)   | 40.2       | 13級       | 1994年9月                 | 葛拉絲 (Gladys)   | 68.6       | >17級      | 1981年建站                                                                             |
| 板橋     | 2015年8月8日上午3時23分 | 蘇迪勒 (Soudelor) | 19         | 8級        | 2015年8月8日上午3時19分   | 蘇迪勒 (Soudelor) | 36.7       | 12級       | 2002年建站                                                                             |
| 馬祖     | 2005年9月1日上午10時9分 | 泰利 (Talim)      | 24         | 9級        | 2015年8月8日下午2時16分   | 蘇迪勒 (Soudelor) | 48.9       | 15級       | 2003年建站                                                                             |
| 金門     | 2016年9月15日凌晨3時4分 | 莫蘭蒂 (Meranti)  | 42.2       | 14級       | 2016年9月15日凌晨2時57分  | 莫蘭蒂 (Meranti)  | 61.7       | >17級      | 2004年建站                                                                             |
| 新屋     | 2015年8月8日上午5時6分  | 蘇迪勒 (Soudelor) | 29.7       | 11級       | 2015年8月8日上午5時3分    | 蘇迪勒 (Soudelor) | 47         | 15級       | 2013年建站                                                                             |
| 田中     | 2024年7月25日下午6時分  | 凱米 (Gaemi)      | 9.6        | 5級        | 2024年7月25日下午6時26分  | 凱米 (Gaemi)      | 23.7       | 9級        | 2020年建站                                                                             |
| 新北     | 2023年8月4日上午1時分   | 康芮(Kong-rey)    | 13.3       | 6級        | 2023年8月4日上午1時48分   | 康芮(Kong-rey)    | 34.7       | 12級       | 2023年建站                                                                             |

| 彭佳嶼 · 30.1 m/s板橋 · 16 m/s鞍部 · 15.9 m/s竹子湖 · 8.9 m/s淡水 · 9.1 m/s基隆 · 24.3 m/s臺北 · 11.6 m/s新屋 · 25.2 m/s新竹 · 11.8 m/s宜蘭 · 26.8 m/s蘇澳 · 32.3 m/s花蓮 · 23.5 m/s成功（新港） · 8.8 m/s臺東 · 7.9 m/s大武 · 6.3 m/s蘭嶼 · 28.4 m/s臺中 · 9.7 m/s梧棲 · 26.6 m/s日月潭 · 10.4 m/s阿里山 · 8 m/s嘉義 · 14.4 m/s玉山 · 22.4 m/s臺南 · 11.3 m/s高雄 · 12 m/s恆春 · 10.6 m/s澎湖 · 14.5 m/s東吉島 · 22.5 m/s金門 · 9.4 m/s馬祖 · 16.5 m/s 中華民國交通部中央氣象署署屬氣象測站測得最大持續風力。圖例： · 測得5級風或以下 · 測得6至7級風 · 測得8至9級風 · 測得10至11級風 | 彭佳嶼 · 46.9 m/s板橋 · 33.8 m/s鞍部 · 54.5 m/s竹子湖 · 32.5 m/s淡水 · 28 m/s基隆 · 42.5 m/s臺北 · 37.1 m/s新屋 · 43.1 m/s新竹 · 30.6 m/s宜蘭 · 50.6 m/s蘇澳 · 68.4 m/s花蓮 · 38.8 m/s成功（新港） · 27.4 m/s臺東 · 21.4 m/s大武 · 18.8 m/s蘭嶼 · 44.5 m/s臺中 · 30.3 m/s梧棲 · 45.3 m/s日月潭 · 30.4 m/s阿里山 · 31.4 m/s嘉義 · 28.8 m/s玉山 · 38.2 m/s臺南 · 24.6 m/s高雄 · 22.1 m/s恆春 · 25.5 m/s澎湖 · 28.0 m/s東吉島 · 33.9 m/s金門 · 21.2 m/s馬祖 · 31.6 m/s 中華民國交通部中央氣象署署屬氣象測站測得最大陣風。圖例： · 測得8至9級風 · 測得10至11級風 · 測得12至15級風 · 測得16級風或以上 · 備註：鞍部測站自1937年建站以來最大陣風紀錄 |

以下為9月27日至9月29日出現較大風力的地區及風力（風級為蒲福風級）：
| 測站     | 持續風力（m/s） | 持續風力級數 | 持續風力紀錄 | 陣風（m/s） | 陣風級數 | 陣風紀錄   | 最低氣壓（hPa） |
| -------- | --------------- | ------------ | ------------ | ----------- | -------- | ---------- | --------------- |
| 彭佳嶼   | 30.1            | 11           |              | 46.9        | 15       |            |                 |
| 基隆     | 24.3            | 9            |              | 42.5        | 14       |            |                 |
| 鞍部     | 15.9            | 7            |              | 54.5        | 16       | 站史第1名  |                 |
| 竹子湖   | 8.9             | 5            |              | 32.5        | 11       |            |                 |
| 淡水     | 9.1             | 5            |              | 28          | 10       |            |                 |
| 五分山   | 31.7            | 11           |              | 57.2        | 17       |            |                 |
| 臺北     | 11.6            | 6            |              | 37.1        | 13       |            |                 |
| 板橋     | 16              | 7            | 站史第2名    | 33.8        | 12       | 站史第2名  |                 |
| 新店     | 12.8            | 6            |              | 30.4        | 11       |            |                 |
| 拉拉山   | 12.9            | 6            |              | 30.5        | 11       |            |                 |
| 新屋     | 25.2            | 10           | 站史第2名    | 43.1        | 14       | 站史第2名  |                 |
| 新竹     | 11.8            | 6            |              | 30.6        | 11       | 站史第12名 |                 |
| 臺中     | 9.7             | 5            |              | 30.3        | 11       | 站史第6名  | 976             |
| 梧棲     | 26.6            | 10           | 站史第10名   | 45.3        | 14       | 站史第8名  | 976.8           |
| 日月潭   | 10.4            | 5            |              | 30.4        | 11       |            |                 |
| 合歡山莊 | 20.7            | 8            |              | 42.6        | 12       |            |                 |
| 玉山     | 22.4            | 9            |              | 38.2        | 13       |            |                 |
| 麥寮     | 21              | 9            |              | 35.8        | 12       |            |                 |
| 嘉義     | 14.4            | 7            |              | 28.8        | 11       | 站史第13名 |                 |
| 阿里山   | 8               | 5            |              | 31.4        | 11       | 站史第4名  |                 |
| 臺南     | 11.3            | 6            |              | 24.6        | 10       |            |                 |
| 七股     | 19.8            | 8            |              | 28.7        | 11       |            |                 |
| 恆春     | 10.6            | 5            |              | 25.5        | 10       |            |                 |
| 宜蘭     | 26.8            | 10           | 站史第10名   | 50.6        | 15       | 站史第2名  | 979             |
| 蘇澳     | 32.3            | 11           | 站史第2名    | 68.4        | 17以上   | 站史第2名  | 959.2           |
| 花蓮     | 23.5            | 9            |              | 38.8        | 13       | 站史第18名 | 962.3           |
| 太魯閣   | 9.3             | 5            |              | 27.5        | 10       |            |                 |
| 成功鎮   | 8.8             | 5            |              | 27.4        | 10       |            | 972.7           |
| 蘭嶼     | 28.4            | 10           |              | 44.5        | 14       |            | 969.2           |
| 澎湖     | 14.5            | 7            |              | 28          | 10       |            |                 |
| 吉貝     | 18.8            | 8            |              | 29.6        | 11       |            |                 |
| 馬祖     | 16.5            | 7            | 站史第10名   | 31.6        | 11       | 站史第10名 |                 |
| 東吉島   | 22.5            | 9            |              | 33.9        | 12       |            |                 |

##### 雨量
以下為9月27日午夜12時至29日下午6時出現較大雨量的地區及雨量紀錄：
| 排行 | 雨量（毫米） | 測站名稱 | 所在鄉鎮                         |
| ---- | ------------ | -------- | -------------------------------- |
| 1    | 915          | 太平山   | 宜蘭縣大同鄉                     |
| 2    | 716          | 福山     | 新北市烏來區                     |
| 3    | 679          | 福山     | 新北市烏來區（十河局）           |
| 4    | 643          | 桶後     | 新北市烏來區                     |
| 5    | 634.5        | 茶場     | 臺北市南港區（北市府大地工程處） |
| 6    | 625          | 火燒寮   | 新北市平溪區（十河局）           |
| 7    | 582          | 奮起湖   | 嘉義縣竹崎鄉（中興苗圃）         |
| 8    | 580          | 平溪旅遊 | 新北市平溪區（水利署第10河川局） |
| 9    | 549.5        | 九芎根   | 新北市石碇區（翡翠水庫）         |
| 10   | 536          | 石碇     | 新北市石碇區                     |
| 10   | 536          | 三貂嶺   | 新北市瑞芳區（十河局）           |

### 日本
杜鵑於9月28日正面吹襲八重山群島，眼壁更橫掃與那國島，當地有狂風暴雨，並錄得最大瞬間風速每秒81.1米，突破1994年颱風道格之每秒70.2米紀錄；此外當地最大持續風速實測每秒54.6米、最低氣壓實測949.8百帕斯卡。
石垣島方面，最大持續風速實測達每秒28米、最大瞬間風速每秒43.4米、最低氣壓實測991百帕斯卡，最大浪高達13米，石垣市以及竹富町共有1800戶停電，紅綠燈交通號誌也不斷地搖晃，街道上汽車紛紛因強風吹落物受到損毀。目前各地共將近5萬戶停電，並未傳出重大災情及傷亡。

### 中國大陸
當地發佈之最高颱風預警信號： 颱風橙色預警信號
杜鵑經過一輪滯留之後向偏西北移動，中國國家氣象中心在9月26日上午10時正發佈颱風藍色預警信號。由於杜鵑持續靠近，並進一步增強為超強颱風，中國國家氣象中心在9月27早上6時正發佈颱風黃色預警信號，並於半日後在下午6時正發佈颱風橙色預警信號。杜鵑於28日早上登陸福建莆田，但隨後疾速減弱，國家氣象中心在上午10時改發颱風黃色預警信號，後在下午6時直接解除所有颱風預警信號。

#### 福建
全省發佈之最高颱風預警信號： 颱風紅色預警信號

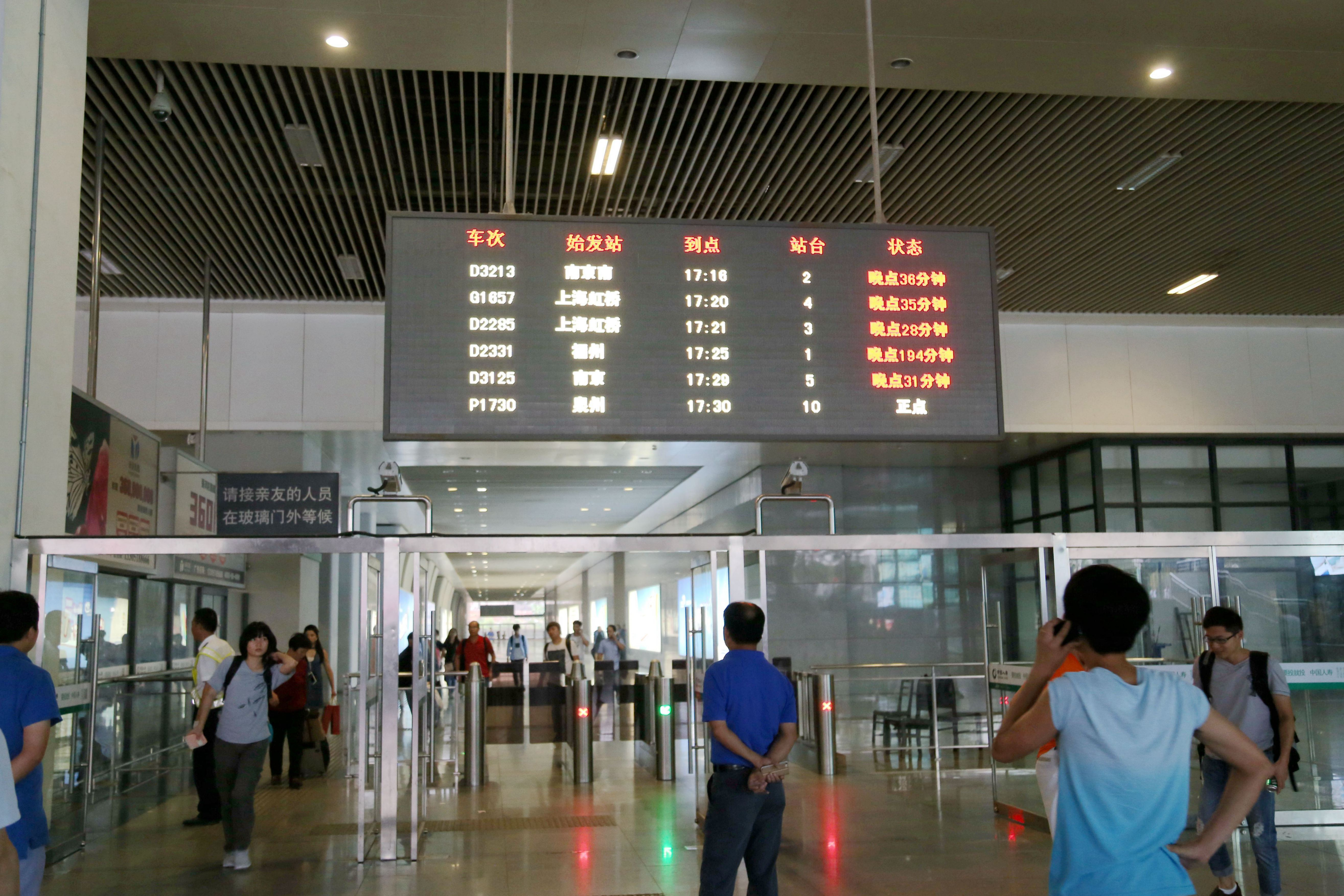
2015年9月30日，杜鵑残留云系导致厦门北站动车皆数晚点

9月28日早上8時50分，杜鵑在莆田市秀屿区登陸。全省刮起颶風程度旋風，並有狂風暴雨；但隨後杜鵑急劇減弱，風勢亦快速緩和，可是天氣仍然惡劣。

### 菲律賓
當地發出之最高風暴信號：一號風暴信號
隨著杜鵑改向西北偏西移動，並進一步增強及加速接近呂宋海峽，菲律賓大氣地球物理和天文服務管理局在9月27日凌晨5時正對巴丹群島發出一號風暴信號，當時杜鵑集結在伊巴雅特島之東北偏東約645公里。受到杜鵑的外圍雨帶影響，巴丹群島刮起西南強風，並伴隨大雨，而呂宋亦受狂風驟雨影響。杜鵑在28日早上8時最接近菲律賓，在伊巴雅特島之東北偏北約355公里掠過。之後杜鵑登陸臺灣並減弱，當局在晚上11時解除所有風暴信號，當時杜鵑集結在伊巴雅特島之西北偏北約410公里。

## 熱帶氣旋警告使用紀錄

### 臺灣
| 交通部中央氣象局 颱風警報 | 交通部中央氣象局 颱風警報 | 交通部中央氣象局 颱風警報 |
| ------------------------- | ------------------------- | ------------------------- |
| 上一熱帶氣旋              | 海上颱風警報              | 下一熱帶氣旋              |
| 強烈颱風天鵝              | 海上颱風警報              | 強烈颱風尼伯特            |
| 強烈颱風蘇迪勒            | 陸上颱風警報              | 強烈颱風尼伯特            |

### 中國大陸
| 中國國家氣象中心 颱風預警信號 | 中國國家氣象中心 颱風預警信號 | 中國國家氣象中心 颱風預警信號 |
| ----------------------------- | ----------------------------- | ----------------------------- |
| 上一熱帶氣旋                  | 颱風藍色預警信號              | 下一熱帶氣旋                  |
| 熱帶風暴環高                  | 颱風藍色預警信號              | 強颱風彩虹                    |
| 超強颱風蘇迪羅                | 颱風黃色預警信號              | 強颱風彩虹                    |
| 超強颱風蘇迪羅                | 颱風橙色預警信號              | 強颱風彩虹                    |

### 菲律賓
| 菲律賓大氣地球物理和天文服務管理局 風暴信號 | 菲律賓大氣地球物理和天文服務管理局 風暴信號 | 菲律賓大氣地球物理和天文服務管理局 風暴信號 |
| ------------------------------------------- | ------------------------------------------- | ------------------------------------------- |
| 上一熱帶氣旋                                | 一號風暴信號                                | 下一熱帶氣旋                                |
| 颱風天鵝                                    | 一號風暴信號                                | 強烈熱帶風暴彩虹                            |

## 釋義
1. ↑  「垂直風切變」是指比較一垂直高度中的風速及風向差。[4]由於強烈的垂直風切變會干擾對流，使熱帶氣旋的結構受破壞、甚至系統高低層分離，熱帶氣旋必須在垂直風切變較弱的環境才可順利發展。
2. ↑  當有2種以上全球預報模式表示某低壓區將於未來48小時內發展為熱帶氣旋，聯合颱風警報中心則將該系統之熱帶氣旋形成機會評級為「低」。除非環境異常優良，否則該系統在24小時內發展為熱帶氣旋的機會甚微。[5]
3. ↑  當有3種以上全球預報模式表示一低壓區將於未來48小時內發展為熱帶氣旋，聯合颱風警報中心則將該系統之熱帶氣旋形成機會評級為「中」。一般而言，即使發展機會增大，系統過了24小時之後發展成熱帶氣旋的機會才較高；但如果環境良好，系統亦可以在24小時內形成熱帶氣旋。[5]
4. ↑  「輻散」是指空氣由一個中心向四周散開，通常只有氣旋式輻散，形成原因和輻合的機制相若，只是一般是在高壓系統發生。高空也能有高壓，所以高空也能有輻散，高空輻散足夠又有水氣時就可能降雨，形成原因和輻合相若。[6][7]
5. ↑  當有3種以上全球預報模式表示一低壓區將於未來24小時內發展為熱帶氣旋，聯合颱風警報中心則將該系統之熱帶氣旋形成機會評級為「高」，並同步發出熱帶氣旋形成警報。此時該系統於24小時之內形成熱帶氣旋的機會極高，若氣象因素特別有利，該系統更可於6小時內增強為熱帶低氣壓。[5]
6. ↑  聯合颱風警報中心會為所有於其責任範圍內形成的熱帶氣旋作出編號，由兩位數及一個英文字母組成。英文字母表示該熱帶氣旋形成的區域，西北太平洋（包括南海、東海）以W表示；而兩位數字則指熱帶氣旋於當年在英文字母所表示的區域內形成次序，換言之「21W」即指杜鵑是年內第21個於西北太平洋區域內形成的熱帶氣旋。此編號系統每年重新開始。
7. ↑  作為世界氣象組織指定的西北太平洋區域專責氣象中心，日本氣象廳負責西北太平洋區域內（包括南海、東海）的熱帶氣旋命名和編號工作，每當該部門將一個熱帶低氣壓升格為熱帶風暴時，該部門亦會依照在世界氣象組織颱風委員會上通過的名稱表作出命名，同時給予4位數字的國際編號。前兩位為當年公元紀年的最後兩位數（2015），而後兩位代表杜鵑是當年被日本氣象廳第21個評級為熱帶風暴的熱帶氣旋。
8. ↑  「西風帶」是位於副熱帶高壓與副極地低壓之間與副極地低壓之間（大致在南北緯30至60度之間）的行星風帶。從副熱帶高壓流向副極地低壓的氣流在科里奥利力的作用之下，偏轉成西風（北半球為西南風，南半球為西北風），因此西風為盛行風。[9][10]
9. ↑  「斜壓」是指等壓面與等溫面（等密度面）出現交角的現象，而且兩者隨高度而傾斜。例如於中緯度，由於受太陽照射差異使南北溫差大，西風帶的氣壓槽一般即隨高度向西傾斜，而溫度槽脊則向東傾斜，造成等壓面和等溫面不平行的情況。[11]
10. ↑  「輻合」是指空氣匯聚的現象，其中又可分為「氣旋式輻合」和「切變式輻合」兩種：在地面，空氣在科氏力、氣壓梯度力、地形摩擦力以及離心力之共同作用下，以逆時針通過等壓線，呈螺旋式向低壓中心推進，形成風。若低壓中心有閉合等壓線（例如熱帶氣旋），則因角動量守恆，離心力加大，而進一步平衡氣壓梯度力，於是產生旋風。同時空氣被迫抬升，空氣上升後地面氣壓便會進一步下降，此即「氣旋式輻合」。而「切變式輻合」則是兩種不同風向的氣流輻合，而使空氣因壓迫抬升，這種切變式的輻合通常出現於鋒面或低壓槽處，和前者輻合的分別只是氣旋式的風向變化比較不明顯。[6][7]
11. ↑  高空西風帶[注 8]繞副極地低壓的等壓線移動，當副極地低氣壓出現冷心斜壓[注 9]槽時，即為「西風槽」。槽中有強正渦平流，槽前有輻散運動常伴隨低空溫帶氣旋的發展，槽後輻合[注 10]則伴隨地面反氣旋之增強。西風槽東移時亦使副熱帶高壓東退，西風帶中的長波槽（东亚大槽位於東經120至150度）將推動熱帶氣旋轉往東北方向行進。[12][13]
12. ↑  「中心密集雲團」是達強烈熱帶風暴級別之熱帶氣旋所擁有的一種特徵，在衛星雲圖上所見為一渾圓，集中及具有組織的密集雲區在中心附近旋轉，通常為積雨雲或塔狀積雲，會引致中心附近有雷暴發生。中心密集雲層區之下應有相當明顯而成熟的螺旋雲帶，同時伸展到雲帶之外；當熱帶氣旋進一步增強至颱風程度時，風眼也會開始在此處的中心區域形成。[16]
13. ↑  「雲捲風眼」是熱帶氣旋中心當中，由螺旋雲帶旋捲成之缺乏組織的眼牆，結構看來較不佳。此現象以發生在熱帶氣旋環流中吹西北風象限內者較為普遍，其維持時間隨當時形成熱帶氣旋的氣象環流條件不同而異，出現時間或長或短。[17][18]
14. ↑  低壓系統位於兩個高壓系統之間的地區稱為鞍形場（或稱氣壓鞍、變形場）。鞍型場的出現正是氣壓高低的相對關係，由於氣壓兩側較高而中間凹入處較四周低，以鞍形作為比喻，故以此為名。當熱帶氣旋位於鞍形場中時，因缺乏明顯的導引力量，熱帶氣旋將會變得緩慢甚至滯留不動，行徑則不穩定。由於兩個高壓系統皆有引導熱帶氣旋移動的可能性，這使得熱帶氣旋未來行進方向變化多端，因此預測難度較大。鞍形場最常見例子是副熱帶高壓出現弱點時，弱點凹入成鞍形場，凹處有氣流輻合及正渦度環流，形成低壓系統。而弱熱帶擾動在此場則得到適當渦度而可能得以加強。[20][21]
15. ↑  熱帶氣旋自身有一種慣性往極地方向移動的力量，稱為「內力」，與被視為「外力」的引導氣流相對。「內力」與熱帶氣旋強度成正比例，即是會隨熱帶氣旋強度遞增，當熱帶氣旋發展成為一股成熟颱風時，「內力」會強大得足以令北半球的熱帶氣旋的路徑較預期稍為偏北（南半球則相反，稍微偏南）。而在引導氣流微弱的情況下，有足夠內力的北半球熱帶氣旋會向接近正北方向移動（同樣地，南半球相反，採取接近正南路線），2012年颱風韋森特即為一例。
16. ↑  雖然日本氣象廳未於「颱風」之上再設立更高分級，但是氣象廳對內會把達「颱風」級別的熱帶氣旋再分3種強度形容詞顯示，分別是「強的」（強い，Strong）、「非常強的」（非常に強い，Very Strong）和「猛烈的」（猛烈な，Violent）。3種強度形容詞中以「猛烈的」為最高，接近中心最高持續風速為105節或以上（每小時194公里或以上），門檻稍高於中國國家氣象中心及香港天文台之「超強颱風」，以及臺灣中央氣象局之「強烈颱風」（兩者皆為每小時185公里或以上）。
17. ↑  臺灣中央氣象局研判颱風的7級風（每小時52公里以上）暴風範圍可能侵襲臺澎金馬地區100公里內海域之前24小時，應即發布「海上颱風警報」，將可能受侵襲之各海域列入警戒區域，以後每隔3小時發布一張警報單，必要時得加發。[37]
18. ↑  臺灣中央氣象局研判颱風的7級風（每小時52公里以上）暴風範圍可能侵襲臺澎金馬陸地之前18小時，應即發布「陸上颱風警報」，並與「海上颱風警報」同時發布，將可能受侵襲之處列入警戒區域，以後每隔3小時發布一張警報單，必要時得加發。[37]

## 外部連結
- （日語）日本氣象廳：1521最佳路徑數據 （页面存档备份，存于）、2015年熱帶氣旋最佳路徑（數據 （页面存档备份，存于）、路徑圖 （页面存档备份，存于））
- （繁體中文）中華民國交通部中央氣象局：侵臺颱風資料庫——強烈颱風杜鵑、杜鵑最佳路徑圖
- （英文）美國聯合颱風警報中心：21W最佳路徑數據 （页面存档备份，存于）、超級颱風杜鵑最佳路徑圖
- （简体中文）中國國家氣象中心：2015年熱帶氣旋最佳路徑數據
- （繁體中文）香港天文台：2015年9月熱帶氣旋概述 （页面存档备份，存于）、《2015熱帶氣旋年刊》（有待公佈）、實時天氣稿（9月23日 （页面存档备份，存于）－24日 （页面存档备份，存于）－25日 （页面存档备份，存于）－26日 （页面存档备份，存于）－27日 （页面存档备份，存于）－28日 （页面存档备份，存于）－29日 （页面存档备份，存于）－30日 （页面存档备份，存于））
- （英文）菲律賓大氣地球物理和天文管理局：2015年熱帶氣旋路徑年報 （页面存档备份，存于）